# Ebba Holm
Ebba Holm (Frederiksberg, 29 maggio 1889 – Copenaghen, 30 novembre 1967) è stata una pittrice e incisore danese.
Ebba Regitze Ellida Olga Holm nasce a Frederiksberg, in prossimità della capitale danese, da Carl Gustav Adolf (commerciante) e da Olga Marie Jensen. 

In famiglia erano diffusi l'interesse per l'arte, la musica e la letteratura: naturale è stato per lei sviluppare quindi la sua inclinazione per l'arte. Entra in una Scuola d'arte nel 1906 e poi all'Accademia da cui esce diplomata nel 1913. 
I suoi primi lavori sono dipinti ad olio di genere, dedicati a motivi d'interni, fiori, paesaggi, ritratti e soggetti biblici.
>br>Già nel 1914 aveva dipinti un Ritratto della sorella nel quale è percepibile l'influenza della pittura italiana.

Si dedica anche all'incisione per creare ex libris e lavori di decorazione in generale.
Compie un viaggio in Germania per approfondire i suoi studi d'arte, nel 1910 quando è ancora studente, e poi a Parigi nel 1925 e nel 1929.
Ma il viaggio veramente determinante per la sua formazione è in Italia (1913-1939). Qui ha modo sia di studiare il Rinascimento ed il  Barocco italiano, che di dipingere oli ed acquerelli in diverse città italiane e paesaggi di montagna.
Il forte legame che sviluppa con l'Italia e la cultura italiana svolgerà un ruolo importante per la sua successiva carriera di artista, soprattutto nel campo dell'incisione xilografica.

Approfondisce la sua tecnica e collabora attivamente con nuova la rivista italiana Xilografia dal 1924 al 1926. 

Di notevole importanza è la serie di oltre cento incisioni dedicate ad illustrare la Divina Commedia (1928 circa). 
Nel 1927 espone sei xilografie alla Mostra d'arte francescana di Assisi. 
Nel 1933 espone a Firenze.
Ebba Holm  è sepolta nel cimitero di Tibirke.

## Musei
- Cleveland Museum of Art